# Cercle de Dioïla
Le cercle de Dioïla est une circonscrition administrative malienne, 1er cercle de la 13e région administravtive du Mali, la région de Dioïla.

## Introduction

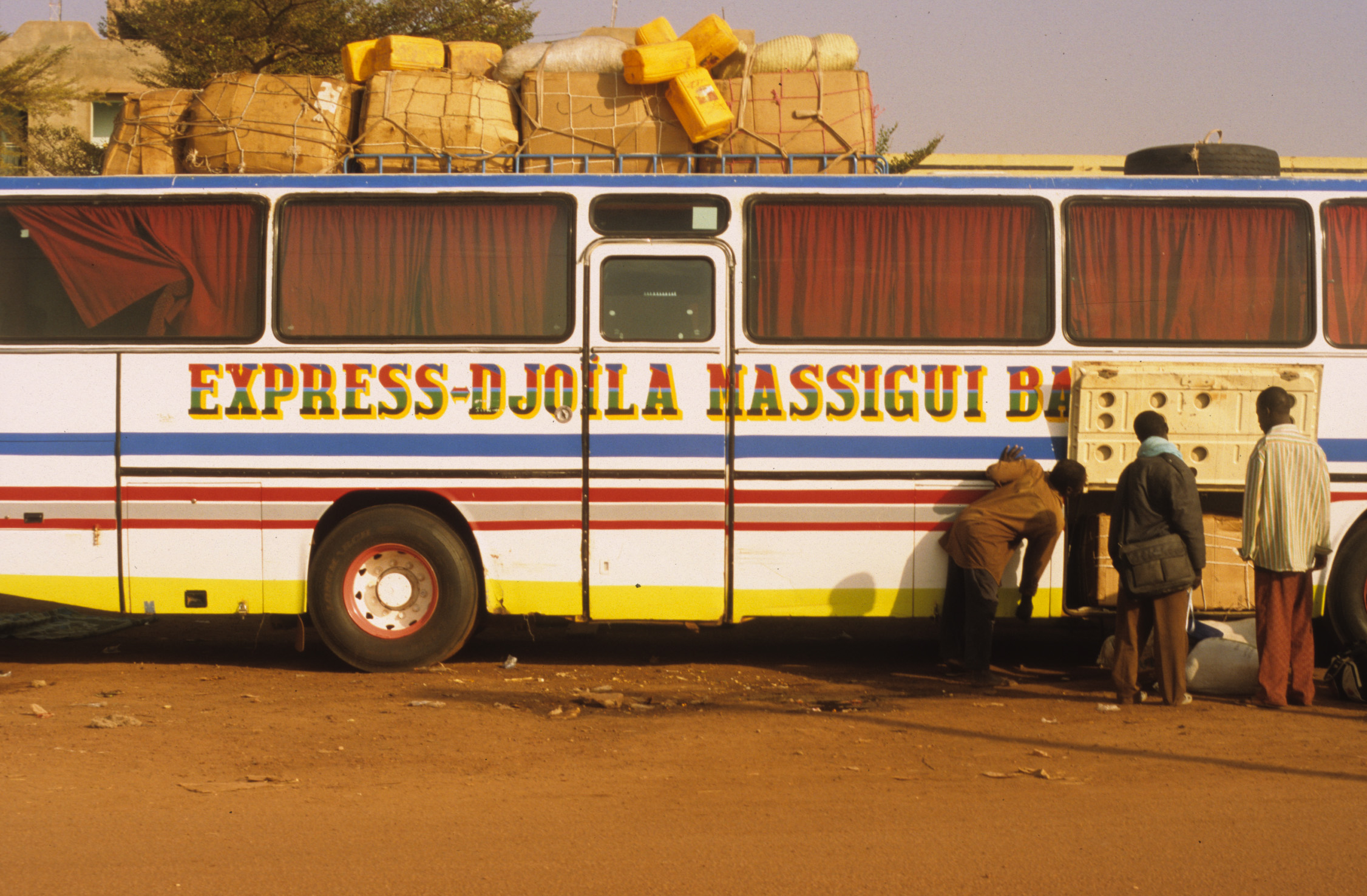
Bus reliant plusieurs localités du cercle, dont Dioïla et Massigui.

Situé au centre du Mali-Sud, le cercle de Dioila communément appelé Banico, est l’un des sept cercles de la région de Koulikoro. Le chef-lieu de cercle fut fondé vers le XVIe siècle par Sountié Marico, un chasseur ressortissant de Nanfassa dans l’actuel cercle de Bougouni. Devenu subdivision en 1934, Dioila sera érigé en cercle après l’accession du Mali à l’indépendance en 1960.
Avant la réforme administrative de 2023, le cercle compte 23 communes : Banco, Benkadi, Binko, Dégnékoro, Diébé, Diédougou, Diouman, Dolendougou, Guégnéka, Jékafo, Kaladougou, Kémékafo, Kéréla, Kilidougou, Massigui, N'Dlondougou, N'Garadougou, N'Golobougou, Nangola, Niantjila, Ténindougou, Wacoro et Zan Coulibaly.

## Géographie
Le cercle de Dioila est limité au nord par les cercles de Koulikoro et Baraouéli, à l’ouest par le cercle de Kati, à l’est par le cercle de Koutiala et au sud par les cercles de Bougouni et de Sikasso.
D’une superficie totale de 123 794 km2, le cercle de Dioila s’étend sur le territoire des régions naturelles du Banico, du Guéniéka, du Dièdougou, du Dolondougou et du N’Tlondougou. Le cercle est physiquement privilégié et relativement peuplé (près de 25 habitants par km2).
Les précipitations annuelles sont de  au Nord et près de  au Sud.
Le relief se caractérise par des plaines et des plateaux. Dans les premières, l’agriculture et l’élevage sont prépondérants, tandis que sur les plateaux on trouve les plus importantes aires de pâturages.
Le climat est de type soudanien tropical humide. Il est marqué par une saison sèche de mars à juin, une saison de pluies de juin à octobre et une saison froide de novembre à février.
À la fin de la saison froide, l’harmattan est le vent dominant.
Sur le plan hydrographique, le cercle de Dioila est arrosé par trois rivières : le Bagoé, le Banifing, le Baoulé et leurs multiples affluents. Sur les berges de ces cours d’eau, on trouve des massifs forestiers qui renferment des espèces variées en flore et en faune.

## Population
Selon les résultats du recensement général de la population et de l'habitat de 1998, la population totale est de 333 703 habitants, le taux d’accroissement naturel est plus de 3 % par an. Quant à la population de la zone pilote, répartie entre 198 localités, elle est estimée à 166 361 habitants en 1998 et à 193 733 habitants, en 2005.
En raison de ses potentialités, le cercle de Dioila connaît en effet un important flux migratoire, en provenance des cercles voisins et même des localités du Nord du pays.
La population est à 95 % agro-pastorale et se compose essentiellement de trois ethnies : Bambara, Peul et Dioula. L’ethnie majoritaire est le Bambara reparti sur l’ensemble du cercle. Bien qu’islamisés, ils ont gardé les pratiques ancestrales animistes et fétichistes. Les Bambaras sont les chefs traditionnels pour la plupart des localités. Traditionnellement, ils sont agriculteurs ou chasseurs.
Les Bambaras sont secondés par les Peuls descendants d’anciens Peuls éleveurs transhumants du Wassoulou. Ces Peuls sont sédentarisés pour la plupart. À côté de leur activité traditionnelle d’éleveur se développe une activité d’agriculteur.
Quant aux Dioulas, ils sont disséminés partout dans le cercle.

## Administration
Depuis en 2023, le cercle codé en 1301, compte 2 arrondissements, 6 communes, et 91 VFQ : villages, fractions et quartiers. 
| Code   | Arrondissement                   |
| ------ | -------------------------------- |
| 130101 | Arrondissement central de Dioïla |
| 130102 | Arrondissement de Sénou          |

| Code     | Commune      | Chef-lieu  | VFQ | Superficie (km2) |
| -------- | ------------ | ---------- | --- | ---------------- |
| 13010101 | Dégnékoro    | Dégnékoro  | 9   | 303              |
| 13010102 | Kaladougou   | Dioïla     | 22  | 770              |
| 13010103 | Kilidougou   | N'Tobougou | 12  | 311              |
| 13010104 | N'Garadougou | N'Gara     | 10  | 487              |
| 13010105 | Wacoro       | Wacoro     | 6   | 184              |
| 13010201 | Kémékafo     | Senou      | 32  | 1019             |

## Société
La religion dominante est l’islam avec une survivance de fétichisme dont les pratiques sont fortement maintenues dans beaucoup de villages. Quelques chrétiens existent çà et là et se retrouvent surtout parmi les fonctionnaires.

## Économie

### Agriculture
Le système agricole se résume en grandes lignes d’une année de culture de coton, suivie par deux années de culture de céréales. Ces dernières sont quelquefois remplacées par des légumineuses. Traditionnellement cette rotation était suivie d’une jachère de plusieurs années, mais la pression sur les bonnes terres fait disparaître aujourd’hui cette pratique.
La production moyenne en coton est environ  par habitant. Quant à la production céréalière, elle s’élève à plus de par habitants.
La culture du coton, introduite depuis la campagne 1957-1958, détermine l’économie du cercle de Dioila.
Les associations villageoises (AV), actuellement coopératives de producteurs de coton (CPC), créées par de Développement des Textiles (CMDT) font des chiffres d’affaires importantes estimées à plus de 12 milliards FCFA annuellement. Les analyses des comptes des AV montrent que les recettes collectives des AV sont utilisées pour des dépenses économiques, éducatives, sociales et diverses. Ceci montre que les AV exécutent des tâches de développement.
La prédominance du coton (mécanismes de production et de commercialisation) a créé une dépendance des agriculteurs de ce produit à la structure d’encadrement de  et au système bancaire, Banque nationale de développement agricole (BNDA), Banque internationale du Mali (BIM), Caisses d’épargne et de crédit.
Deux usines d’égrenage de coton existent dans le cercle de Dioila (à Dioila et Fana).
En dehors du coton, il y a un marché et des mouvements importants de céréales. Globalement, le cercle de Dioila produit environ deux fois plus que ses besoins.
L’élevage a également une certaine importance dans le cercle de Dioila. Il y a un marché important pour le bétail (à Massigui, Fana et Beleco).
D’autres activités économiques semblent importantes. Pour les femmes, la riziculture, le maraîchage et le petit commerce sont notamment importants. Pour d’autres, l’agriculture, l’aviculture et la commercialisation du miel et de la volaille constituent des sources de revenus importantes.
Pour des groupes spécifiques, d’autres activités (forgerons pour le matériel agricole, le secteur informel, l’artisanat, la pêche le tourisme, etc.) et les revenus qu’elles secrètent apparaissent non moins importants.
Le cercle de Dioila dispose aussi de potentiels peu exploités (par exemple, le développement de l’aviculture, l’élevage de volaille, le renforcement des structures paysannes de commercialisation des céréales, etc.), qui une fois mis en valeur peuvent constituer une force
économique aussi bien pour les groupes cibles que pour l’économie globale du cercle.

## Développement
Plusieurs catégories d’intervenants au développement opèrent dans le cercle de Dioila
Les représentants de l’État : le commandant de cercle et ses adjoints.

### Les ONG locales
- Association de soutien au développement des activités de population (ASDAP),
- Cabinet de recherche action pour le développement endogène (CRADE),
- KILABO,
- Œuvre malienne d'aides à la femme et à l'enfant au Sahel (OMAFES),
- KAFO JIGINEW,
- Association pour l’Initiative de ?? (AIF),
- Projet MST/SIDA-PF Dioila.
- Association malienne pour l'entraide et le développement communautaire (AMEDC) de Diébé.

### Les projets et les ONG internationales
- SNV-Mali (PAP/DK et PDCD)
- PGRN (Projet de gestion des ressources naturelles)
- Appui aux collectivités décentralisées pour le développement participatif (ACODEP)

## Les organisations de base et syndicales diverses
- Associations villageoises
- Associations sociales et socioprofessionnelles (groupements et associations de femmes, de jeunes, etc.)
- Associations des parents d’élèves (APE)
- Association des pêcheurs
- Association des jeunes commerçants de Dioila
- Syndicat des cotonniers et vivriers (SYCOV)
- Chambre d’agriculture du Mali (CAM)
- SATIME
- SYNIRUI
- Syndicats (SNEC, CSTM, UNTM)
- Associations de jumelage (Fana-Amboise, Niantjila-Saint Joan, Dioïla-Sharves)